# Стаховский, Иван Иванович
Иван Иванович Стаховский (2 июня 1881 — не ранее 1928) — русский морской офицер, пионер русской гидроавиации, начальник авиации Черноморского флота. Участник Первой мировой войны.

## Биография
Родился 2 июня 1881 года. Окончил Морское инженерное училище в 1908 году корабельным гардемарином-инженером, через год получил чин подпоручика. С 1908 по 1911 годы проходил службу на кораблях, стал механиком воздухоплавательного парка. Окончил Офицерскую школу авиации Отдела воздушного флота в 1912 году.
По приказу начальника службы связи Черного моря от 5 февраля 1912 года был командирован в Париж для обучения полетам на гидросамолете «Вуазен-Канар» и приёмки самолётов для Чёрного моря. Обучился полётам на гидросамолёте «Кертисс Модель Е».
11 мая 1912 года штабс-капитан Стаховский произвёл взлёт с воды на гидросамолёте «Вуазен-Канар» и полёт (первый в России полёт на гидросамолёте) над внутренним рейдом главной базы в Севастополе, став первым офицером-лётчиком, освоившим полёты на гидросамолётах. В 1912 году старший лейтенант Стаховский был назначен заведующим воздухоплавательным парком флота Чёрного моря для решения всех вопросов, связанных с организацией авиационного дела (к этому времени он был переаттестован во флотское звание и временно прикомандирован к Морскому генеральному штабу.
25 марта 1913 года был назначен заведующим авиацией Службы связи Чёрного моря с оставлением в занимаемой должности заведующего воздухоплавательным парком. Участник Первой мировой войны. В кампаниях 1914—1916 годов занимал последовательно должности начальника воздушного района службы связи Чёрного моря, заведующего организацией авиационного дела Черноморского флота, начальника авиации флота, руководил повседневной практической и боевой деятельностью морской авиации Черноморского флота.
Стаховский регулярно представлял великому князю Александру Михайловичу, шефу Императорского военно-воздушного флота, доклады о состоянии, деятельности авиации и налёте каждого лётчика. Из доклада за первую половину июня 1915 года:

…выдержали практический экзамен на звание морского лётчика лейтенант Марченко, мичман Крыгин и прапорщик Кованько. Выдержали экзамен и произведены в авиационные унтер-офицеры 16 нижних чинов. Учреждена в Круглой бухте гидроавиационная станция, для которой впредь до готовности строительных работ сооружены разборные ангары. На станцию пока опирается один отряд. В ближайшем будущем предположено выделить туда же ещё отряд. Собрано восемь самолётов «Кертисс-К», доработано с целью улучшения смазки семь моторов, остальные в работе. Если результаты доработок окажутся успешными на будущей неделе будут готовы семь самолётов. Лодки типа «К» приспособлены для подъёма на вспомогательном крейсере. Опыты их подъёма дали положительные результаты. До готовности лодок «К» обучение не производится, так как имеемые восемь самолётов (шесть лодок «Кертисса» старого образца и две лодки Щетинина) берегутся для боевых целей.
В январе 1917 года капитан 2-го ранга Стаховский стал начальником 1-й воздушной бригады воздушной дивизии Черноморского флота.
Эмигрировал в Польшу. Подполковник польской службы. До 1928 года занимал командные должности в авиации.

## Награды
- орден св. Станислава 2-й степени с мечами;
- орден св. Анны 3-й степени;
- орден св. Станислава 3-й степени.